# Vito Nunziante
 (décembre 2024).
Le contenu est difficilement compréhensible vu les erreurs de traduction, qui sont peut-être dues à l'utilisation d'un logiciel de traduction automatique.
Vito Nicola Nunziante né à Campagna le 12 avril 1775 et mort à Torre Annunziata le 22 septembre 1836, est un général, homme politique et entrepreneur napolitain.

## Activité militaire et politique

### Enfance et engagement
Vito Nunziante est né à Campagna, dans la province de Salerne, le 12 avril 1775, d'une famille modeste, en étant le quatrième fils de onze frères. Son père Pasquale l'a confié à un oncle dans les ordres pour qu'il soit envoyé à la prêtrise, mais en 1794, il a été appelé, par tirage au sort, au service militaire, activité pour laquelle il se sentait probablement plus enclin. Sa stature exceptionnelle, son physique extraordinairement vigoureux et son courage ont fait de lui un soldat de choix et lui ont valu l'estime du colonel Luigi Pignatelli qui commandait le 13e régiment d'infanterie de ligne « Lucania » auquel il avait été affecté. Ce fut le même Pignatelli qui le fit nommer fourrier du régiment et à qui il donna pour tâche de capturer les déserteurs, environ deux mille en deux ans, grâce à quoi la jeune recrue obtient les épaulettes d'officier avec le grade d'enseigne en 1797.

### Participation aux guerres contre les Français

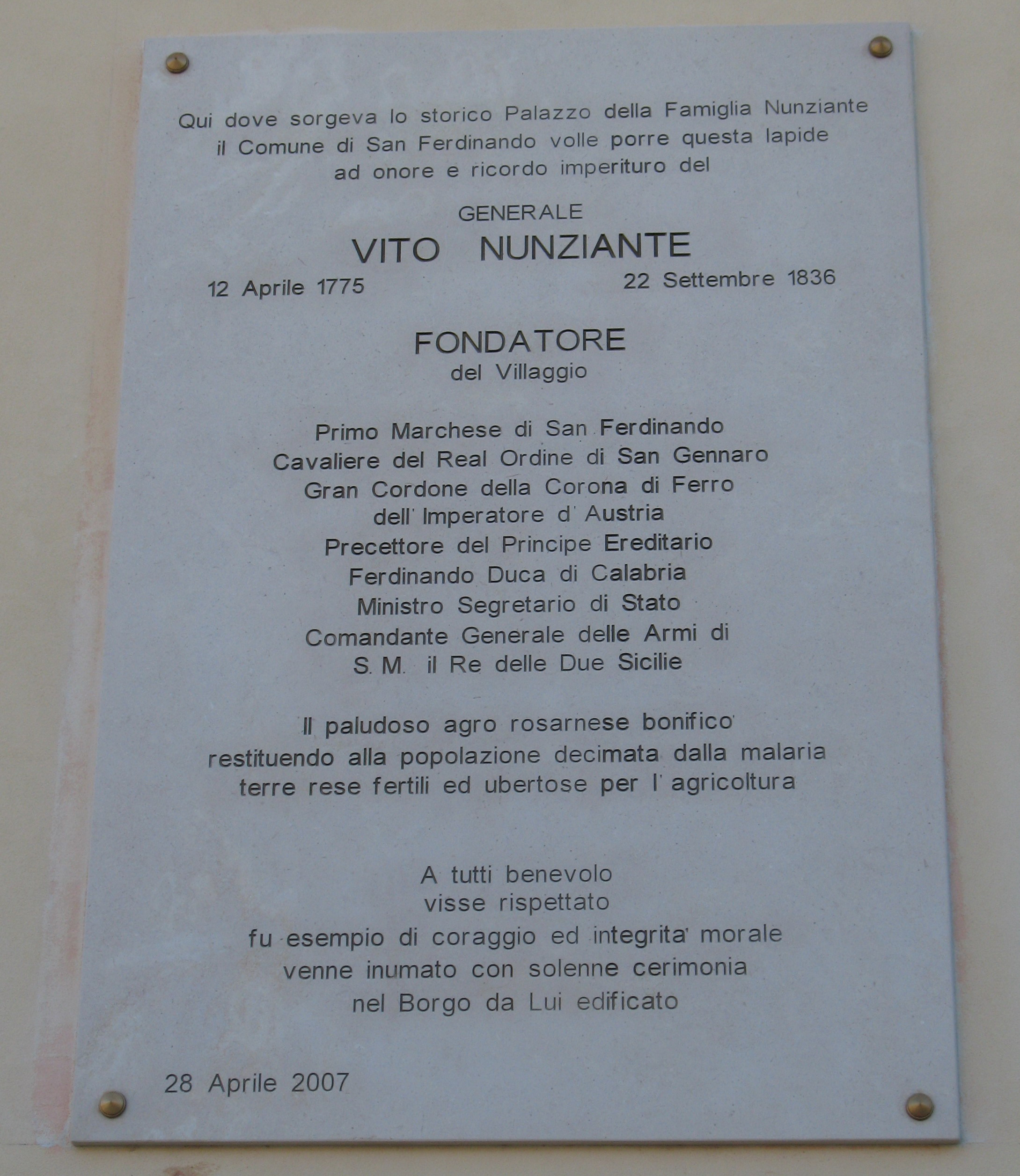
Plaque en l'honneur du général Vito Nunziante

Lorsque la guerre éclata entre le royaume de Naples et la République française, Nunziante prit part à la première occupation de Rome par les Napolitains. Après la fuite du roi Ferdinand IV de Naples en Sicile, le 22 décembre 1798, et le démantèlement de l'armée napolitaine, il réussit à former un régiment qu'il nomma « Santa Croce », avec laquelle il rejoignit l'armée Sanfediste du cardinal Ruffo. Ce dernier a rebaptisé le régiment « Montefusco » et l'a promu au rang de colonel. Lors de la reconquête du royaume, il participe au siège de la forteresse de Capoue jusqu'à la reddition des Français puis à la deuxième occupation de Rome.
Il est capturé lors d'affrontements à Sienne, mais a réussi à s'échapper. Il fut ensuite confirmé par le roi au rang de colonel et mis à la tête du régiment « Sanniti ». En 1806, après la défaite à la bataille de Campotenese et, donc, la reconquête française du royaume de Naples, il se rendit en Sicile où il prit le commandement de son régiment et d'un petit renfort de cavalerie destiné à tenir Reggio, la seule tête de pont sur le continent encore en main aux Bourbons. Une fois sur la zone d'opérations, avec l'ordre de garder les navires qui l'avaient transporté afin de pouvoir garantir une retraite rapide, après avoir évalué la situation, il obtint du roi de pouvoir renvoyer les navires. Il a également conseillé au roi de disperser les volontaires de peuple ou de les intégrer à l'armée.
En 1807, il fut placé sous le commandement du prince Louis de Hesse-Philippsthal lors d'une expédition pour la reconquête de la partie continentale. L'expédition l'emporta sur les Français à Seminara, après quoi l'armée se présenta devant Milet et, malgré tout, Nunziante, conseilla à Philippsthal de se retirer à Catanzaro, où une meilleure position stratégique pouvait être exploitée, le 28 mai 1807 ce dernier est allé à la défaite dans la bataille de Milet. De retour à Reggio avec les restes de son propre régiment (réduit de 1 200 à 579 hommes, dont 49 à l'hôpital ), Nunziante assure la défense du château pendant six mois, après quoi il est rappelé en Sicile où il se trouve promu général de brigade et placé à la tête des forces de Milazzo.
Dans le cadre de sa nouvelle mission, il a réussi à réorganiser les forces placées sous son commandement, à améliorer les conditions de vie des soldats et les relations avec les alliés anglais et a obtenu, contrairement à ce qui est prévu par les dispositions du moment, le commandement si son grade était supérieur à celui de l'officier anglais présent au même endroit. Au cours de la même période, il était veuf de sa première épouse Faustina Onesti et connaissait Camilla Baresse, « une jeune fille riche et gracieuse » à Lipari, qui devint sa deuxième épouse. Il en eut huit enfants, en plus des quatre du premier lit. Il a reçu diverses offres de passer au service de Murat, qui se virent toujours opposer un refus ferme, bien que ses enfants soient restés du côté continental et que Murat ne leur permette pas d'être transférés. En 1814, sous le commandement de Lord William Bentinck, il participa à la conquête de Gênes mais fut par la suite exclu car, dans un article, il se proclamait contre l'accord entre Murat et les puissances alliés, qui ne prévoyait pas la restitution de la partie continentale aux Bourbons.

### Général et marquis
En août 1815, après la restauration des Bourbons et l'exil de Murat, il est nommé commandant de la 5e division territoriale, avec la totalité de la Calabre sous son autorité, et il  choisit d'en déplacer le siège de l'état-major de Monteleone à Tropea. Le 9 octobre, il reçut la nouvelle de la tentative de débarquement de Joachim Murat pour reprendre le pouvoir et sa capture. À la suite de ces événements, le gouvernement le chargea de nommer le tribunal militaire chargé de juger l'ex-roi de Naples et de le condamner à la peine de mort. Le 12 avril 1816, il obtint le titre de marquis du Cirello; et par la suite (20 juillet 1819), le grade de lieutenant général ; la nomination comme chevalier de la grande croix de l'ordre de Saint-Georges; le poste de commissaire civil et enfin le pouvoir d'Alter Ego, qui faisait équivaloir ses ordres et ceux du souverain.
À cet âge, il s'employa à réprimer la Charbonnerie de Calabre, y réussissant admirablement et luttant activement contre le brigandage. Il a également réussi à ouvrir une route entre Monteleone et Reggio Calabria. Le 4 juillet 1820, il fut nommé, par une lettre du roi, commandant de la IVe division territoriale, qui incluait Salerne et le Basilicate, et c'est dans le cadre de cette fonction qu'il tenta de s'opposer aux révoltes provoquées par l'octroi de la constitution. Alors s'exprimant en faveur de la constitution par une lettre publiée dans le Journal constitutionnel du royaume des Deux-Siciles il a ensuite été nommé le 17 novembre 1820,commandant de la division territoriale de Syracuse, puis, le 9 décembre 1820, commandant général des armes en Sicile. La même année, il se fit initier à la franc-maçonnerie avec son fils, sans formalités, dans la loge « Damone et Pizio » de Syracuse. Au cours de la restauration, il a été impliqué par le général Carrascosa en exil dans une controverse sur l’insuffisante répression des mouvements.
Au début d'avril 1821, il fut appelé à siéger au conseil du gouvernement provisoire et, à partir du 30 juillet 1822, il s'occupa de la réorganisation de l'armée avec le poste d'inspecteur général de l'infanterie et de la cavalerie de ligne. Le roi François Ier, monté sur le trône en 1825, le nomma chevalier de l'ordre royal de Saint-Georges et maître du commandement général de l'armée royale, en lui accordant simultanément une indemnité personnelle de 460 ducats par mois et en le chargeant en outre de l'instruction militaire  de l'héritier du trône : Ferdinand. En 1830, lorsque Ferdinand II monta lui-même sur le trône, il fut nommé lieutenant (gouverneur) de la Sicile, dans l'attente de la prise de fonction de Léopold de Bourbon-Siciles. Durant cette courte période, il réussit à gagner l'affection et le respect des différentes composantes du peuple. Plus tard, il obtint la dignité de ministre et de premier après le roi sur toute l'armée, ce qui lui valut le commandement suprême de l'armée continentale.

## Activité comme entrepreneur
Nunziante n'était pas seulement un excellent militaire, il se distinguait également comme un entrepreneur dynamique et capable. Sa première entreprise a été un processus d'extraction du soufre,de l'alun, du sel d'ammoniaque et de l'acide borique sur l'île de Vulcano, qui était à l'époque complètement abandonnée et déserte par l'évêque de Lipari. Pour soutenir l'activité minière, il construisit des maisons pour les ouvriers, une église dédiée à San Vito, il planta des arbres (afin d'avoir du bois pour le four) et finit par s'occuper de la construction d'une route qui permettrait d'accéder au volcan. En creusant un puits artésien pour apporter de l’eau aux maisons des ouvriers, il découvrit également une source thermale, et construisit ensuite des spas avec une section gratuite réservée aux pauvres. De même il fit réaliser le même type de travaux à Torre Annunziata en 1831. À Lipari, à partir du raviccio volcanique il parvint à produire de la vaisselle. Pendant son service en Calabre, il a pu observer les conséquences malignes des terres paludéennes de la Plaine de Gioia Tauro incluse dans la municipalité de Rosarno et a demandé au gouvernement d'entreprendre de les bonifier et les assainir.
Il a obtenu la réponse suivante: bien que l’on reconnaissait que c’était un travail nécessaire, le gouvernement n’avait pas les fonds suffisants pour le faire. Un contrat stipula ensuite que le marquis s'engageait à bonifier la zone en 5 ans, obtenant en échange les ¾ des territoires récupérés. Nunziante fonda la petite ville de San Ferdinando pour loger les travailleurs affectés aux opérations de drainage. Le botaniste Guglielmo Gasparrini l'aida à choisir les cultures à planter dans la région. Il a également traité des mines de fer en Calabre et de plomb dans le Principauté citérieure (actuelle province de Salerne). Il a également mené des recherches sur la houille sur divers sites et a démarré une carrière de marbre à Moliterno sur le Mont Alpi en Basilicate. À Pescara, il a affronté et résolu le problème de l'inondation du fleuve homonyme, en faisant intervenant les spécialistes de Cosentine déjà employés pour la remise en état à Rosarno.

## Décès

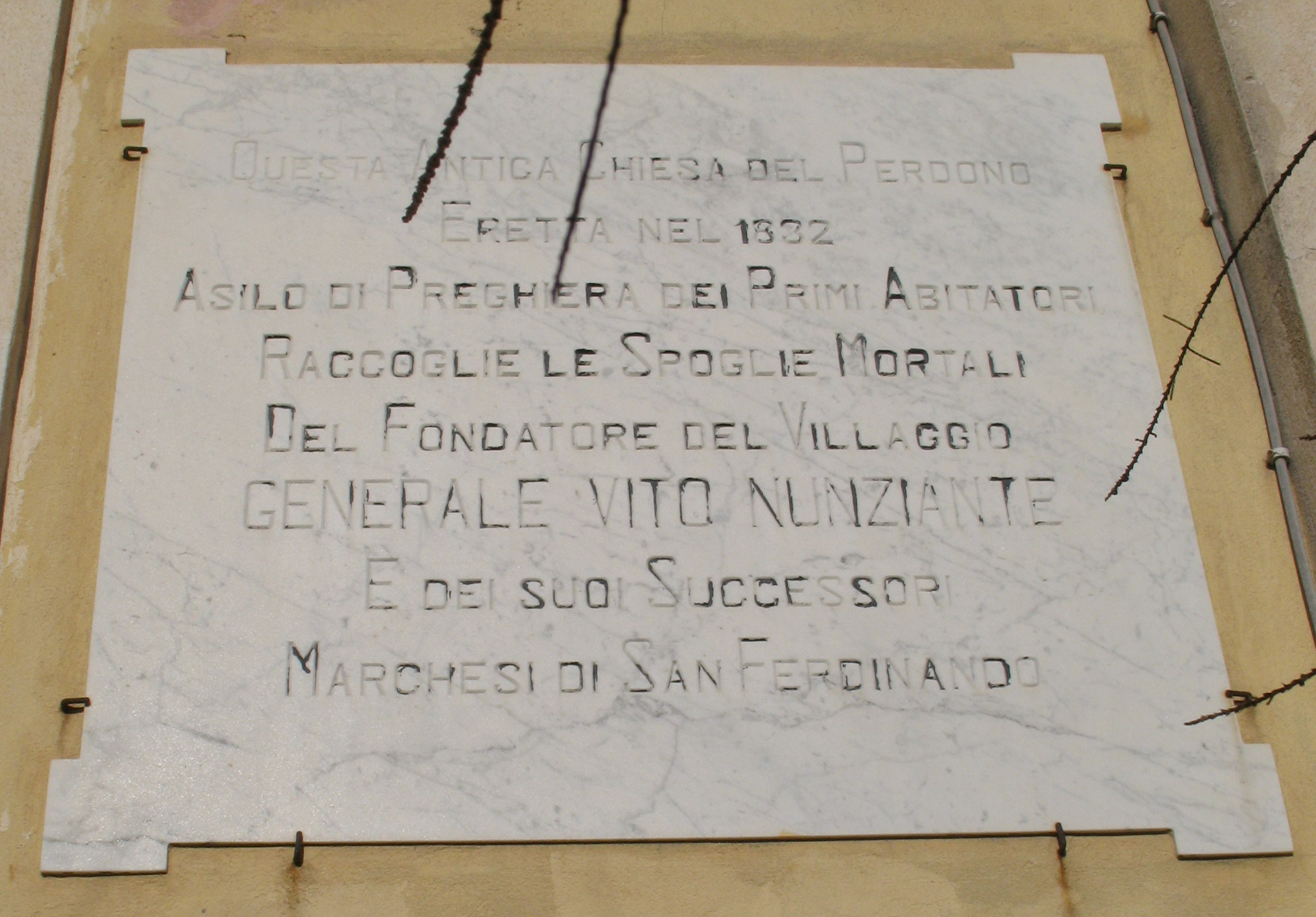
Pierre tombale à l'église de Perdono, lieu de sépulture du général Vito Nunziante

En 1832, alors qu'il se trouvait dans ses propriétés de San Ferdinando, il eut une attaque de maladie noire (probablement une cirrhose hépatique liée au paludisme ),. Transféré à Naples, il fit son testament, nommant son ami Florestano Pepe comme exécuteur testamentaire. Il mourut en 1836 à Torre Annunziata, où il se soignait avec les eaux thermales qu'il avait découvert. Les funérailles ont eu lieu à Naples et immédiatement après le transfert du corps embaumé eut lieu à San Ferdinando, et sa dépouille se trouve encore dans l'église du Pardon.

## Distinctions
Chevalier de l'ordre royal de San Gennaro
 Commandeur de l'ordre royal de San Ferdinand